# The Star-Spangled Banner

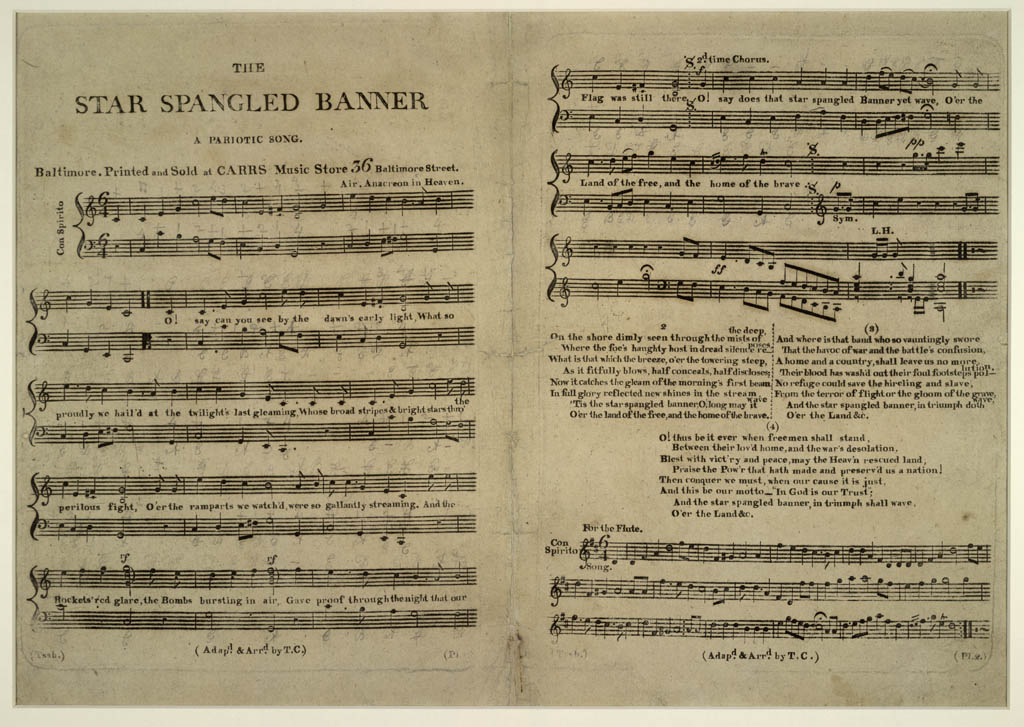
Partitura del himno.

The Star-Spangled Banner («La bandera tachonada de estrellas») es el himno nacional de Estados Unidos. Fue adoptado en 1931, aunque su origen se remonta casi hasta la época de la independencia.
La letra fue escrita en 1814 por Francis Scott Key, abogado de 35 años y poeta sin experiencia. Key presenció el bombardeo del fuerte McHenry en Baltimore, Maryland, por las naves británicas en la bahía de Chesapeake durante la guerra de 1812. El 13 de septiembre de 1814, visitó la bahía para tratar de lograr la libertad del Dr. William Beanes, quien había sido capturado después del incendio de la ciudad de Washington D. C. Key logró la libertad de Beanes, pero lo detuvieron en un barco esa noche, mientras atacaban el Fuerte McHenry. Al amanecer, fue tal su felicidad al ver la bandera de Estados Unidos aún ondeando sobre el fuerte, que empezó a escribir un poema para celebrarlo. La canción llegó a ser popular en los Estados Unidos interpretada con la melodía de la canción inglesa To Anacreon in Heav'n.
The Star-Spangled Banner fue declarada himno nacional por una resolución del Congreso el 3 de marzo de 1931, aunque la Marina y el Ejército ya la habían adoptado. El origen de la música no es muy claro, pero puede haber sido compuesta por John Stafford Smith, un inglés nacido en 1750. La primera estrofa es quizás la única conocida y cantada.

## Tradición

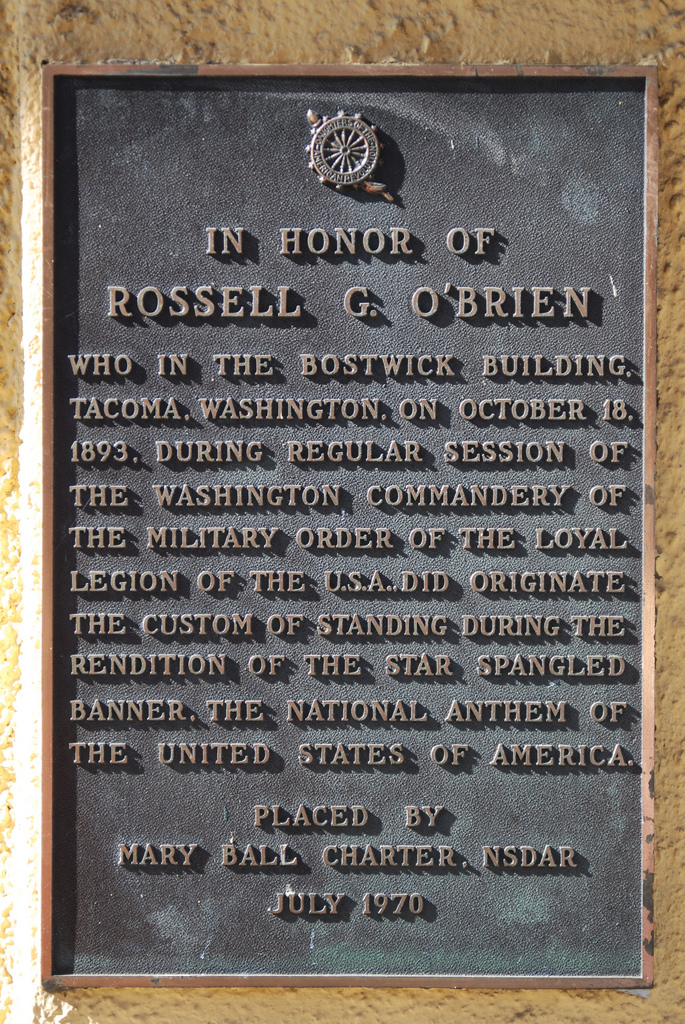
Placa que detalla cómo se debe permanecer cuando suene el himno en Tacoma, en el estado de Washington

La ley de Estados Unidos 36/301 establece que durante la interpretación del himno nacional, cuando la bandera esté desplegada, todos los presentes, exceptos aquellos que vayan uniformados, deberán permanecer en pie hacia la bandera con la mano derecha sobre el pecho. Los miembros de las Fuerzas Armadas y los veteranos que estén presentes podrán rendirle el saludo militar. Los hombres sin uniforme deben quitarse cualquier gorra y sombrero y sostenerlo con la izquierda mientras ponen la derecha sobre el pecho. Aquellos que hagan el saludo militar deben mantenerlo desde la primera nota del himno hasta la última. La ley militar además exige que todos los vehículos del lugar se detengan cuando empiece la música. Recientemente se ha reformado esa ley en 2008 permitiendo que los veteranos militares sin uniforme saluden también.
Sin embargo, no cumplir estas recomendaciones no conlleva ninguna pena. Este comportamiento para el himno nacional está sujeto a la Primera Enmienda a la Constitución de los Estados Unidos que protege la libertad de expresión. Por ejemplo, los Testigos de Jehová no cantan ni ponen su mano derecha en el pecho, pero sí se ponen de pie ante el himno en señal de respeto.

## Letra
Tradicionalmente solo se interpreta la primera de las cuatro estrofas.

### Letra original enidioma ingléseIdioma castellano

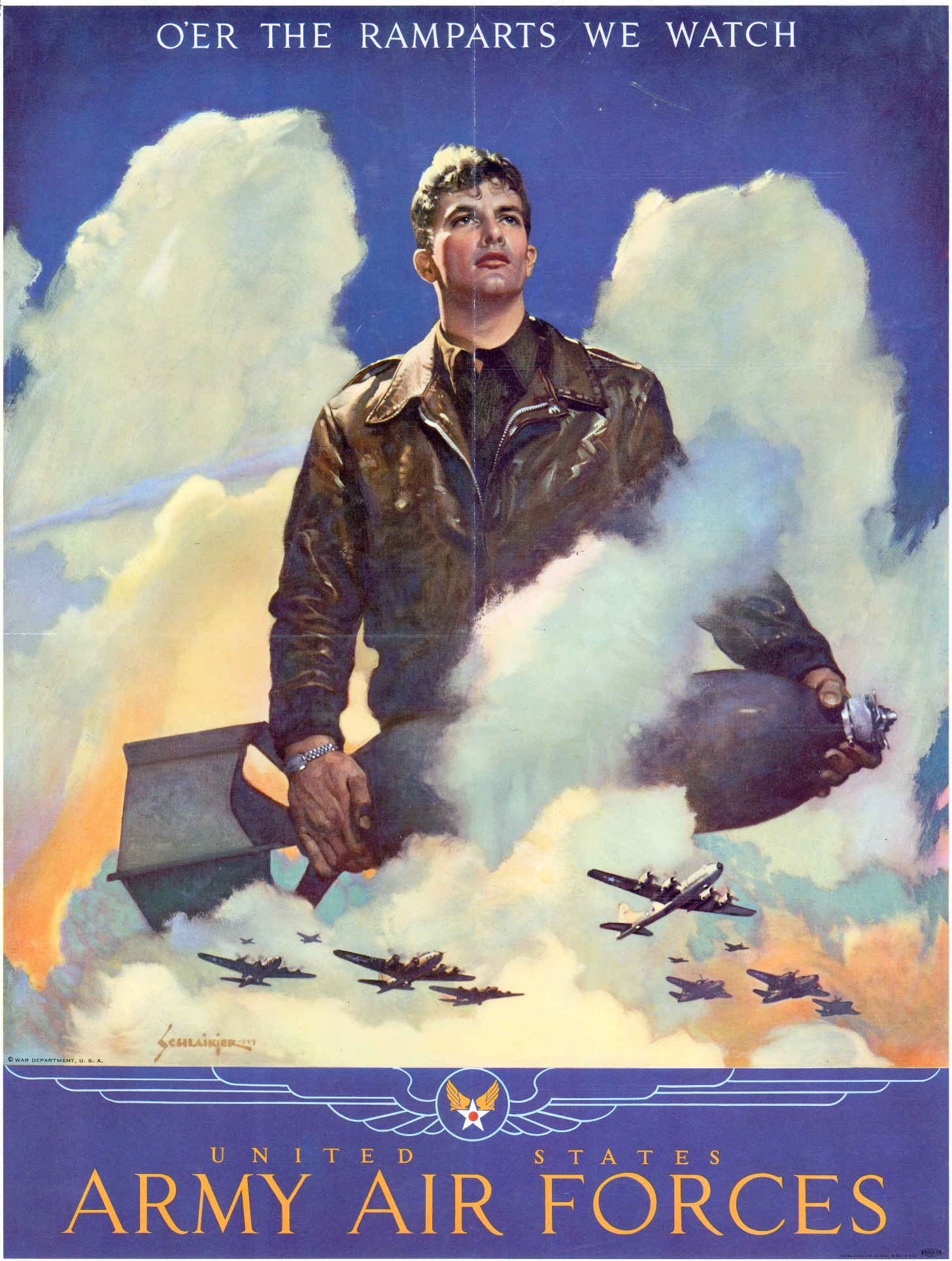
Cartel publicitario de la Fuerza Aérea de los Estados Unidos utilizando la estrofa O'er the ramparts we watch, que traducido sería sobre las murallas nosotros vigilamos

I
Oh say, can you see, by the dawn's early light
What so proudly we hailed at the twilight’s last gleaming?
Whose broad stripes and bright stars, through the perilous fight,
O'er the ramparts we watched were so gallantly streaming?
And the rockets' red glare, the bombs bursting in air,
Gave proof through the night that our flag was still there.
O say, does that star-spangled banner yet wave
O'er the land of the free, and the home of the brave?
II
On the shore, dimly seen through the mists of the deep,
Where the foe's haughty host in dread silence reposes,
What is that which the breeze, o'er the towering steep,
As it fitfully blows, half conceals, half discloses?
Now it catches the gleam of the morning's first beam,
In full glory reflected now shines on the stream:
'Tis the star-spangled banner! O long may it wave
O'er the land of the free and the home of the brave!
III
And where is that band who so vauntingly swore
That the havoc of war and the battle's confusion
A home and a country should leave us no more!
Their blood has washed out their foul footsteps' pollution.
No refuge could save the hireling and slave
From the terror of flight, or the gloom of the grave:
And the star-spangled banner, in triumph doth wave
O'er the land of the free and the home of the brave!
IV
O thus be it ever when freemen shall stand
Between their loved home and the war's desolation!
Blest with victory and peace, may the Heav'n-rescued land
Praise the Power that hath made and preserved us a nation.
Then conquer we must, when our cause it is just,
And this be our motto: In God We Trust
And the star-spangled banner in triumph shall wave
O'er the land of the free and the home of the brave!
Traducción literal al castellano
I
Oh decid, ¿podéis ver, a la temprana luz de la aurora,
Lo que tan orgullosamente saludamos en el último destello del crepúsculo,
Cuyas amplias franjas y brillantes estrellas, a través de tenebrosa lucha,
Sobre las murallas observábamos ondear tan gallardamente?
Y el rojo fulgor de cohetes, las bombas estallando en el aire,
Dieron prueba en la noche de que nuestra bandera aún estaba ahí.
Oh di, ¿sigue ondeando la bandera tachonada de estrellas
sobre la tierra de los libres y el hogar de los valientes?
II
En la orilla, escasamente visible entre la niebla del mar,
Donde la horda arrogante del enemigo en pavoroso silencio reposa
¿Qué es aquello que la brisa, sobre cimas más altas,
Caprichosamente ondula, mostrándose y ocultándose a un tiempo?
Ahora capta el resplandor del primer rayo del día,
En plena gloria reflejada ahora brilla en la corriente:
Es la bandera tachonada de estrellas! Oh que ondee largo tiempo
Sobre la tierra de los libres y el hogar de los valientes!

III
¿Y dónde está esa banda que juró con tanta prepotencia,
Que los estragos de la guerra y la confusión de la batalla
No deberían dejarnos más un hogar y una patria?
Su sangre ha limpiado la contaminación de sus sucios pasos.
Ningún refugio podría salvar a los mercenarios y los esclavos
Del terror de la huida, o de la penumbra de la tumba:
Y la bandera tachonada de estrellas, triunfante ondea
Sobre la tierra de los libres y el hogar de los valientes.
IV
¡Oh, que siempre sea así cuando los hombres libres se mantengan firmes
Entre sus queridos hogares y la desolación de la guerra!
Benditos en la victoria y la paz, que la tierra rescatada por el Cielo
Alabe el Poder que ha logrado y que nos ha conservado como nación.
Luego conquistar debemos cuando nuestra causa sea justa
Y este sea nuestro lema: «En Dios está nuestra Confianza».
¡Y la bandera tachonada de estrellas triunfante ondeará
Sobre la tierra de los libres y el hogar de los valientes!
I
Oh digamos, ¿puedes ver, con la primera luz de la aurora,
Lo que tan orgullosamente saludamos en el último destello del crepúsculo,
Cuyas amplias franjas y brillantes estrellas, a través de tenebrosa lucha,
Sobre las murallas observábamos ondear tan gallardamente?
Y el rojo fulgor de cohetes, las bombas estallando en el aire,
Dieron prueba en la noche de que nuestra bandera aún estaba ahí.
Oh di, ¿sigue ondeando la bandera tachonada de estrellas
sobre la tierra de los libres y el hogar de los valientes?
II

En la orilla, escasamente visible entre la niebla del mar,
Donde la horda arrogante del enemigo en pavoroso silencio reposa
¿Qué es aquello que la brisa, sobre cimas más altas,
Caprichosamente ondula, mostrándose y ocultándose a un tiempo?
Ahora capta el resplandor del primer rayo del día,
En plena gloria reflejada ahora brilla en la corriente:
Es la bandera tachonada de estrellas! Oh que ondee largo tiempo
Sobre la tierra de los libres y el hogar de los valientes!
III

¿Y dónde está esa banda que juró con tanta prepotencia,
Que los estragos de la guerra y la confusión de la batalla
No deberían dejarnos más un hogar y una patria?
Su sangre ha limpiado la contaminación de sus sucios pasos.
Ningún refugio podría salvar a los mercenarios y los esclavos
Del terror de la huida, o de la penumbra de la tumba:
Y la bandera tachonada de estrellas, triunfante ondea
Sobre la tierra de los libres y el hogar de los valientes.
IV

¡Oh, que siempre sea así cuando los hombres libres se mantengan firmes
Entre sus queridos hogares y la desolación de la guerra!
Benditos en la victoria y la paz, que la tierra rescatada por el Cielo
Alabe el Poder que ha logrado y que nos ha conservado como nación.
Luego conquistar debemos cuando nuestra causa sea justa
Y este sea nuestro lema: «En Dios está nuestra Confianza».
¡Y la bandera tachonada de estrellas triunfante ondeará
Sobre la tierra de los libres y el hogar de los valientes!

### Versión en castellano
Traducido por Francis Haffkine Snow (1919), encargado por la U.S. Bureau of Education
I
Amanece: ¿no veis a la luz de la aurora
Lo que tanto aclamamos la noche al caer?
Sus estrellas, sus franjas, flotaban ayer,
En el fiero combate en señal de victoria.
Fulgor de cohetes, de bombas estruendo,
Por la noche decían: «¡Se va defendiendo!»
¡Oh, decid! ¿Despliega aún su hermosura estrellada
Sobre tierra de libres la bandera sagrada?
II
En la costa lejana que apenas blanquea
Donde yace nublada la hueste feroz
Sobre aquel precipicio que elevase atroz
¡Oh, decidme! ¿Qué es eso que en la brisa ondea?
Se oculta y flamea, en el alba luciendo
Reflejada en la mar, donde va resplandeciendo
¡Aún allí desplegó su hermosura estrellada
Sobre tierra de libres la bandera sagrada!
III
¡Oh, así sea siempre, en lealtad defendamos
Nuestra tierra natal contra el torpe invasor!
A Dios quien nos dio paz, la libertad y honor,
Nos mantuvo nación con fervor bendigamos.
Nuestra causa es el bien, y por eso triunfamos
Siempre fue nuestro lema: «En Dios Confiamos».
¡Y desplegará así su hermosura estrellada
Sobre tierra de libres la bandera sagrada!

### El pendón estrellado (Versión en castellano porClotilde Arias)
Como parte de la política de buena vecindad, Franklin D. Roosevelt hizo un concurso para oficializar una versión en castellano del himno americano con la idea de promover los ideales estadounidenses en Latinoamérica. La compositora peruana Clotilde Arias fue la ganadora de dicho concurso.
I
¡Mirad!, ¿Podéis ver al sutil clarear
lo que erguido se alzó cuando el Sol se ocultaba?
¡Y sus franjas y estrellas en el rudo luchar,
sobre recio baluarte gallardo ondulaba!
Y la bomba al lanzar su rojiza explosión,
en la noche dio a ver que allí estaba el pendón.
¿El Pendón Estrellado tremola feliz
en la tierra del valor, en libre país?
II
En la costa, velado en brumosa extensión,
Donde hueste enemiga en silencio reposa,
¿Qué es aquello que ondula sobre alzado peñón,
que la brisa al jugar va a mecer caprichosa?
Ora irradia a la luz del temprano alborear,
ora en gloria en las aguas se ve reflejar:
¡El Pendón Estrellado tremola feliz
en la tierra del valor, en libre país!
III
Sea así: ¡que por siempre luche el hombre de honor,
Defendiendo su hogar del furor de la guerra!
En victoria y en paz del Supremo en lo or,
alce al cielo su voz bendiciendo esta tierra.
Y jurando del bien y justicia ir en pos,
nuestro lema hoy sea: "Confiamos en Dios".
¡Y el Pendón Estrellado tremola feliz
en la tierra del valor, en libre país!

### Nuestro Himno
Adaptación del himno en castellano adoptada por los inmigrantes latinoamericanos en Estados Unidos. Se estrenó en las protestas de inmigrantes en los Estados Unidos en 2006.
I
Amanece: ¿lo ves a la luz de la aurora
Lo que tanto aclamamos la noche al caer?
Sus estrellas, sus franjas, flotaban ayer,
En el fiero combate en señal de victoria.
Fulgor de lucha, al paso de la libertad,
Por la noche decían: «¡Se va defendiendo!»
¡Oh, decid! ¿Despliega aún su hermosura estrellada
Sobre tierra de libres la bandera sagrada?
II
Sus estrellas, sus franjas, la libertad, somos iguales.
Somos hermanos, es nuestro himno.
En el fiero combate, en señal de victoria,
Fulgor de lucha… (mi gente ¡sigue luchando!)
…Al paso de la libertad (¡Ya es tiempo de romper las cadenas!)
Por la noche decían: «¡Se va defendiendo!»
¡Oh, decid! ¿Despliega aún su hermosura estrellada
Sobre tierra de libres la bandera sagrada?